# Petre Dicu
Petre Dicu (Olt, Rumania, 27 de mayo de 1954) es un deportista rumano retirado especialista en lucha grecorromana donde llegó a ser medallista de bronce olímpico en Moscú 1980.

## Carrera deportiva
En los Juegos Olímpicos de 1980 celebrados en Moscú ganó la medalla de bronce en lucha grecorromana de pesos de hasta 90 kg, tras el luchador húngaro Norbert Növényi (oro) y el soviético Ihar Kanyhin (plata).